# Карлем, Рольф
Рольф Ка́рлем (норв. Rolf Carlem) — норвежский кёрлингист.
В составе мужской сборной Норвегии участник чемпионата мира 1965 (заняли шестое место). Двукратный чемпион Норвегии среди мужчин.
Играл на позициях первого и второго.

## Достижения
- Чемпионат Норвегии по кёрлингу среди мужчин: золото (1957, 1965).

## Команды
| Сезон   | Четвёртый  | Третий        | Второй       | Первый         | Турниры                      |
| ------- | ---------- | ------------- | ------------ | -------------- | ---------------------------- |
| 1956—57 | Arne Holst | Einar Bentzen | Арне Рамстад | Рольф Карлем   | ЧНМ 1957                     |
| 1968—69 | Ульф Энг   | Арне Рамстад  | Рольф Карлем | Перфинн Хансен | ЧНМ 1965 · ЧМ 1965 (6 место) |

(скипы выделены полужирным шрифтом)